# Chrysanthemum vestitum
Espèce
Classification phylogénétique
Chrysanthemum vestitum est une espèce de plante à fleurs appartenant au genre Chrysanthemum de la famille des Asteraceae, originaire du centre-est de la Chine.

## Description
Le Chrysanthemum vestitum est une plante vivace, d'environ 60 cm de haut, avec des rhizomes procombants.
Les tiges sont érigées et densément pubescentes.
Les feuilles, portées par un pétiole de 0,5 à 1 cm, sont ovales, ovales-lancéolées ou spatulées, de 3,5-7 × 2-4 cm, d'un vert clair, densément pubescentes. La marge, entière jusqu'au milieu devient au-delà pourvue de dents largement étalées. La base est cunée.
Les capitules sont groupés par 3 à 13 en cymes aplaties. Ils font 2 à 5 cm de diamètre. L'involucre cupuliforme porte 4 rangées de bractées (phyllaries), pubescentes, aux marges scarieuses (secs, translucides). Les fleurons périphériques portent une ligule blanche de 1,2 à 2 cm de long.
Le fruit est un akène de 1,5 mm.
Illustrations voir feuille et plante.

## Répartition
L'espèce est endémique de Chine. Elle croît sur les versants ombragés des montagnes entre 300 et 1 500 m.
Elle est répartie dans les provinces du Henan, Hubei et Anhui, dans le centre-est du pays.

## Variétés
- Chrysanthemum vestitum var. latifolium J. Zhou & Jun Y. Chen  (tiges érigées, capitules de 2-3 cm)
- Chrysanthemum vestitum var. vestitum (tiges rampantes, capitules 4,5-5 cm)

Plusieurs études faites dans les années 2 000 par les chercheurs chinois, s'accordent à considérer que le complexe d'hybrides formant les chrysanthèmes cultivés est dérivé par un long processus d'hybridations qui se seraient produites entre Chrysanthemum vestitum, C. indicum, C. lavandulifolium, C. nankingense et C. zawadskii,.